# La Isla (Buenos Aires)

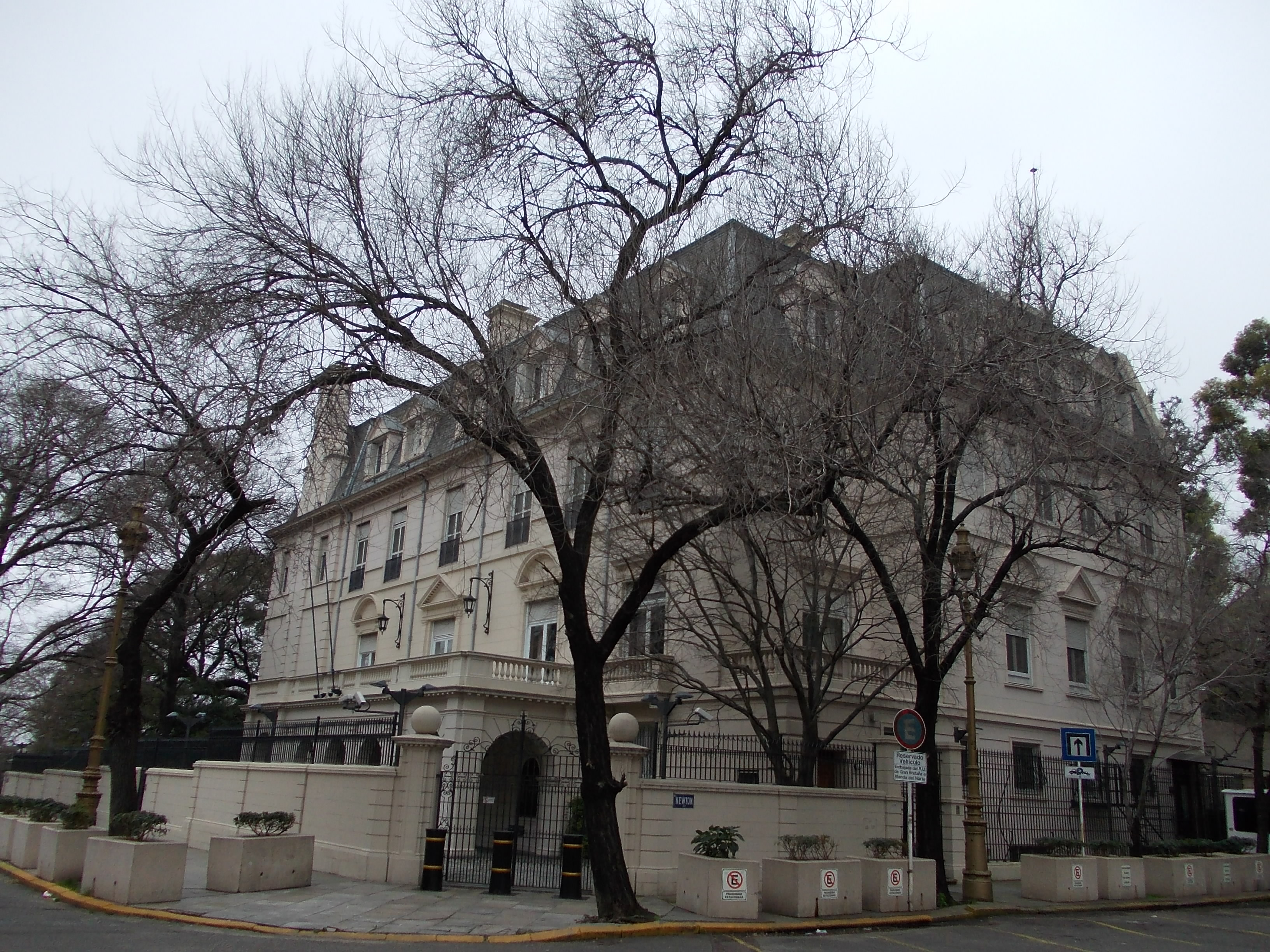
La Embajada del Reino Unido, antiguo Palacio Madero Unzué.

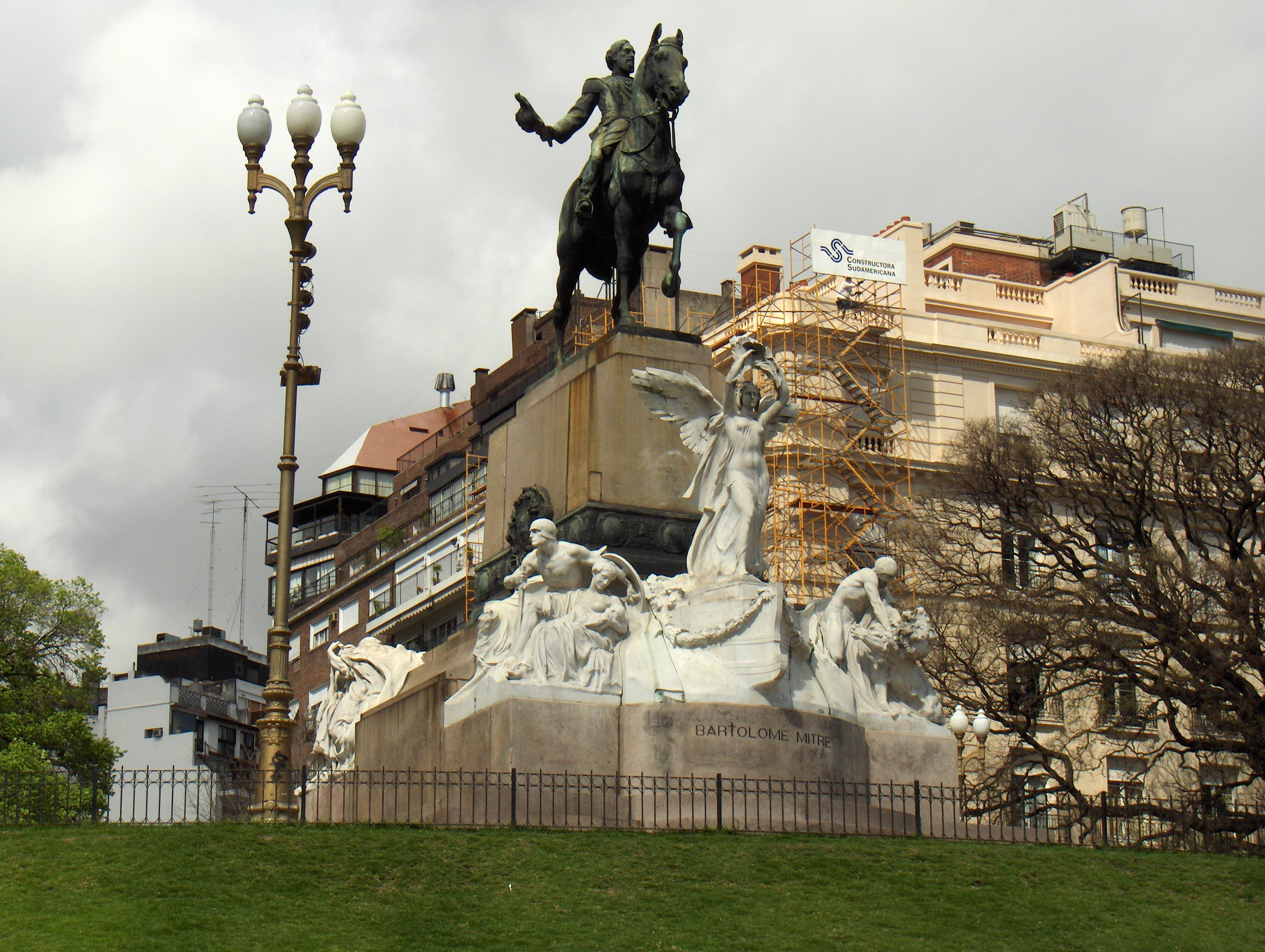
El Monumento a Bartolomé Mitre corona la barranca del barrio

Se conoce como La Isla a un pequeño sector dentro del barrio de Recoleta (Ciudad de Buenos Aires), junto a la Biblioteca Nacional, que se caracteriza por sus pasajes con escalinatas y por la Plaza Mitre, que domina una barranca sobre la Avenida del Libertador. En el año 2013, el valor del metro cuadrado se elevaba a US$5000.
Sus límites son las avenidas Las Heras, Pueyrredón y del Libertador y la calle Agüero.

## Historia
Hasta finales del siglo XIX, toda el área de La Isla pertenecía a la familia Hale-Pearson. Ellos eran familiares de Samuel Brown Hale, ganadero, vicepresidente de la Sociedad Rural, nacido en Estados Unidos en 1804 y radicado en Buenos Aires en 1830, donde murió en 1888. Más de 82 000 m² conformaban este predio conocido como Quinta Hale. Más tarde, los terrenos pasaron a manos de la firma inglesa Baring Brothers.
En 1906, con el objetivo de crear un barrio-parque  de ubicación privilegiada, dotado con un mirador (aprovechando la barranca y la vista al río) y una plaza, el Intendente Alberto Casares autorizó la compra de los terrenos de la quinta Hale a la casa Baring. Para ese cometido fue contratado el arquitecto francés Joseph Antoine Bouvard (1840-1920), exdirector administrativo del área de Arquitectura, Paseos y Forestación de París –creador de la Diagonal Norte y la Sur de la Ciudad–.
El proyecto resultó todo un éxito. El terreno fue urbanizado, subdividido y, en poco tiempo, los lotes fueron vendidos para la construcción de exclusivas residencias del tipo petit hôtel  y casonas rodeadas de parques. De todas estas casas particulares de clase alta, solo sobrevive la que perteneció a la familia Madero-Unzué, hoy sede de la Embajada Británica.
Hacia 1930 se realizó el último loteo en el barrio y se comenzaron a construir los primeros edificios de departamentos ya que, hasta el momento, solo se edificaban residencias familiares. Los descendientes de Samuel Hale solo conservaron, hasta mediados del siglo XX, un sector sobre las calles Agote y Guido, que más tarde pasó a formar parte de los jardines de la Embajada.
A partir de la década de 1940, con la Ley de Propiedad Horizontal que llevó a un auge de la construcción, la mayoría de las lujosas casas del barrio fueron demolidas para levantar edificios de departamentos de alta categoría. Actualmente, el barrio está compuesto sobre todo por construcciones de más de diez pisos, del período 1950-1980.

## Diseño y trazado
La Municipalidad contrató al ingeniero y urbanista francés Joseph Bouvard, Director de Obras Públicas de París, quien se encargó del trazado de calles, terrazas, las tres escalinatas y del diseño de la actual «Plaza Mitre».
Aprovechando el terreno elevado sobre una barranca, la Plaza Mitre fue diseñada como un «belvedere» (mirador) que originalmente tenía vista directa del Río de la Plata, luego alejado hacia el norte por los rellenos para construir el Puerto Nuevo. Emplazado en el centro se ubica el «Monumento a Bartolomé Mitre» inaugurado en 1927 en el sitio en donde originalmente había una terraza con escalinatas imperiales y un nicho con una estatua. Obra de los artistas italianos David Calandra y Edoardo Rubino, consta de un gran pedestal y un basamento de granito pulido rodeado de esculturas de mármol, figuras alegóricas que evocan distintos aspectos de su vida.